# جام یوفا ۸۳–۱۹۸۲
جام یوفا ۸۳–۱۹۸۲، دوازدهمین فصل از جام یوفا، مسابقات فوتبال باشگاهی سطح دوم اروپا بود که اکنون با نام لیگ اروپا شناخته می‌شود و توسط یوفا سازماندهی می‌شود. این دوره با قهرمانی اندرلشت به پایان رسید.